# Средно училище „Гео Милев“ (Раднево)
Средно училище „Гео Милев“ е гимназия в град Раднево, област Стара Загора. Създадена е през 1944 г. Патрон на училището е Гео Милев. То е разположено на ул. „Георги Димитров“ № 24. През учебната 2020/2021 година в него се обучават 672 деца. От 1992 г. директор на училището е Иван Пейчев.

## История
Училището е открито през 1945 г. като смесена гимназия. През 1950 г. основното училище и гимназията се сливат в Единно смесено средно училище, а след това в Смесено средно училище. През 1961 г. то се оформя като основно училище до VIII клас. След обявяването Раднево за град през 1964 г. и разширяването на комплекса „Марица-изток“ броят на населението, а оттам и на подрастващите бързо се увеличава. От 1983 г. официално се помещава в нова сграда.